# Ljuborovke
Ljuborovke (lat. Linderniaceae), biljna porodica u redu medićolike s ukupno 23 rodova i 333 vrsta jednogodišnjeg bilja i polugrmova.
Ime je dobila po rodu ljubor (Lindernia). Ljubori su jednogodišnje raslinje, od kojega u Hrvatskoj postoje dvije vrste: trožilni ljubor (Lindernia procumbens) i  L. dubia.

## Opis
Vrste u porodici Linderniaceae su jednogodišnje biljke s nasuprotnim listovima koji imaju nenazubljene ili vrlo fino nazubljene rubove. Samo jedan rod i vrsta javljaju se u Novoj Engleskoj. Cvjetovi su mali i mogu biti bijeli do ljubičasti. Cvjetovi su pojedinačni i rastu na stabljici od spoja lista i stabljike. Latice su zajedno zigomorfne (obostrano simetrične), iako je 5 čašica raspoređeno na aktinomorfan (radijalno simetričan) način. Čašični listovi su nesrasli ili gotovo nesrasli. Latice tvore cijev s 5 režnjeva s dva režnja spojena u usječenu usnicu iznad, a ostala tri tvore veću režnjevitu usnu ispod. Ima 4 prašnika, iako su samo 2 plodna, druga dva su sterilna i s jako savijenim nitima. Postoji jedan dugi stil s 2 stigme. Plod je asimetrična čahura koja se cijepa kako bi oslobodila svoje sjemenke. Za vrste iz Linderniaceae prije se smatralo da pripadaju Scrophulariaceae.

## Rodovi
1. Stemodiopsis Engl., (7)
2. Crepidorhopalon Eb.Fisch., (34)
3. Micranthemum Michx., mikrantemum, (13)
4. Ameroglossum Eb.Fisch., S.Vogel & A.V.Lopes (9)
5. Catimbaua L.P.Félix, Christenh. & E.M.Almeida, (1)
6. Isabelcristinia L.P.Félix, Christenh. & E.M.Almeida, (1)
7. Lindernia All., ljubor, (65)
8. Hartliella Eb.Fisch. (5)
9. Bampsia Lisowski & Mielcarek, (2)
10. Yamazakia W.R.Barker, Y.S.Liang & Wannan, (2)
11. Vandellia L., (53)
12. Pierranthus Bonati, (1)
13. Hemiarrhena Benth., (1)
14. Chamaegigas Dinter ex Heil (1 sp.)
15. Linderniella Eb.Fisch., Schäferh. & Kai Müll., (17)
16. Craterostigma Hochst., (26)
17. Artanema D.Don, (4)
18. Picria Lour., (1)
19. Bonnaya Link & Otto, (16)
20. Scolophyllum T.Yamaz., (3)
21. Torenia L., torenija, (68)
22. Schizotorenia T.Yamaz., (2)
23. Legazpia Blanco (1 sp.)

## Vanjske poveznice
- Flora of Zambia